# Museo Whitaker
Il Museo Whitaker è un museo archeologico situato a Mozia, in Sicilia occidentale, che riunisce le scoperte fatte sul sito. Il museo è dedicato al suo fondatore, Joseph Whitaker, un famoso ornitologo inglese che ha consacrato la sua fortuna ad eseguire scavi archeologici. Contiene anche molti resti scoperti a Lilibeo.

## Storia
Nel 1793 Rosario Alagna ritrovò nell'isoletta un blocco scultoreo raffigurante due leoni che addentano un toro, che è conservato oggi al Museo Whitaker insieme a molte suppellettili.
Ma fu la palazzina di Whitaker che dal 1906 fu il primo nucleo dell'antiquarium, destinato a custodire i ritrovamenti degli scavi fino al 1926. Nel 1975 è stata istituita la fondazione Giuseppe Whitaker, che gestisce il museo.
Nel 1979 fu ritrovato il Giovane di Mozia, anch'esso custodito nel museo. Nel 2001 i locali sono stati ristrutturati e ampliati. 

## Collezioni
- Ceramica
- Maschere apotropaiche
- Armi
- Gioielli
- Stele
- Coleotteri
- Sculture: 
  - due leoni che afferrano tra le zanne un toro
  - il giovane di Mozia

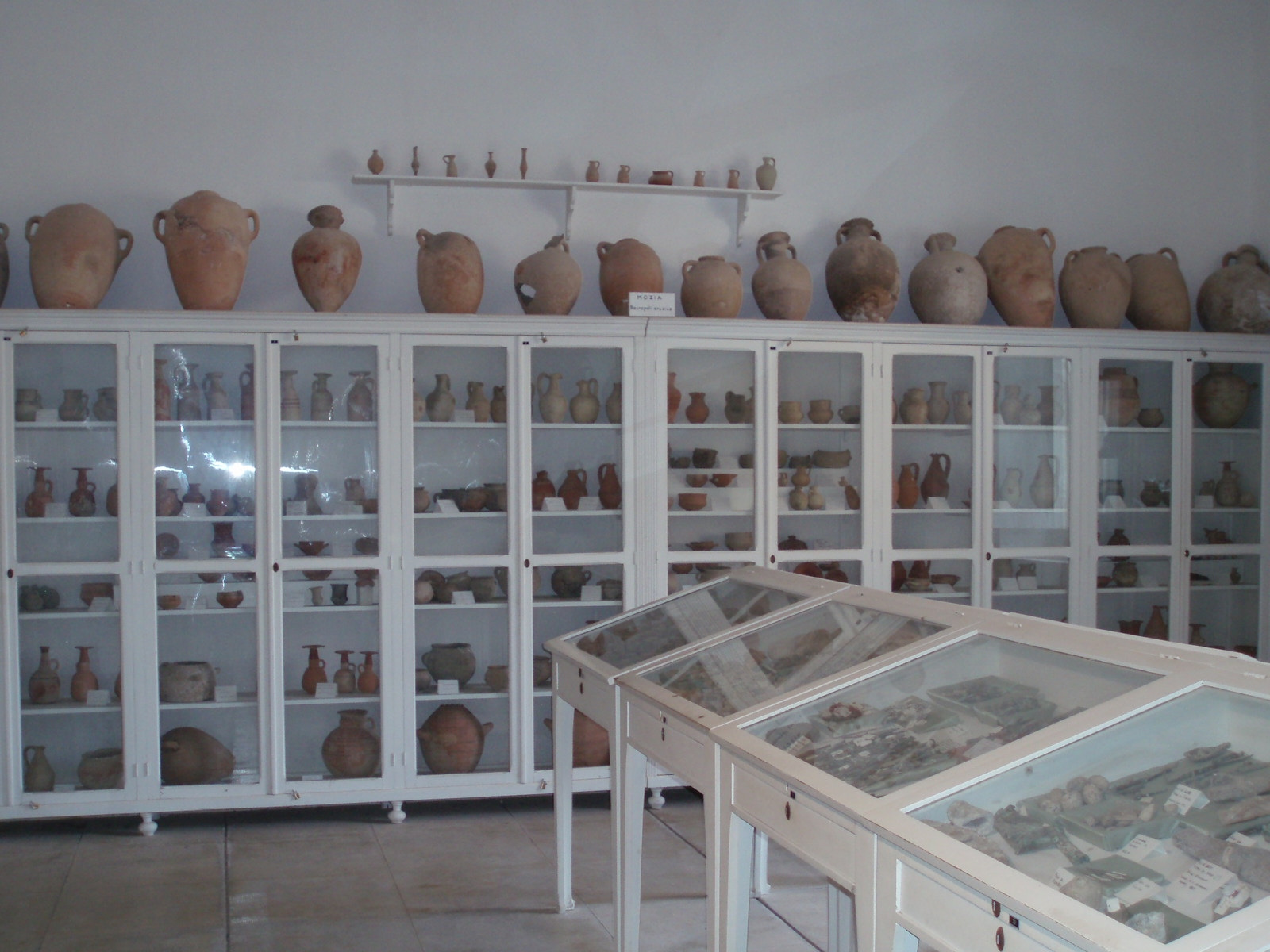
Ceramica punica
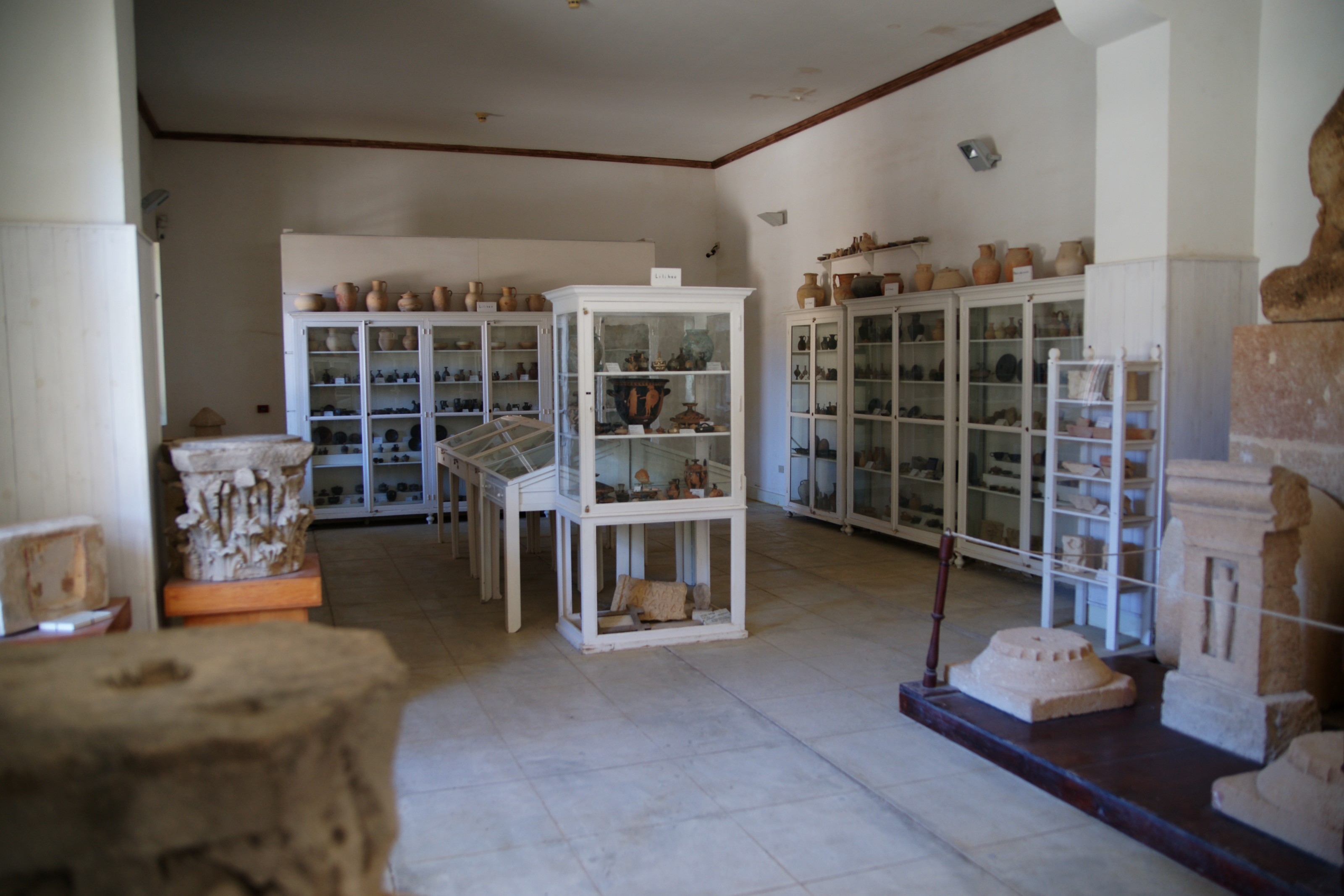
Una delle sale
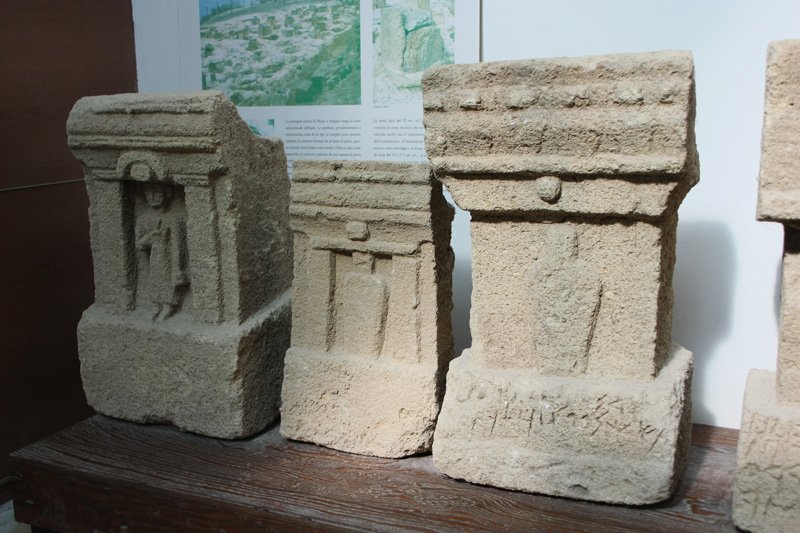
Stele
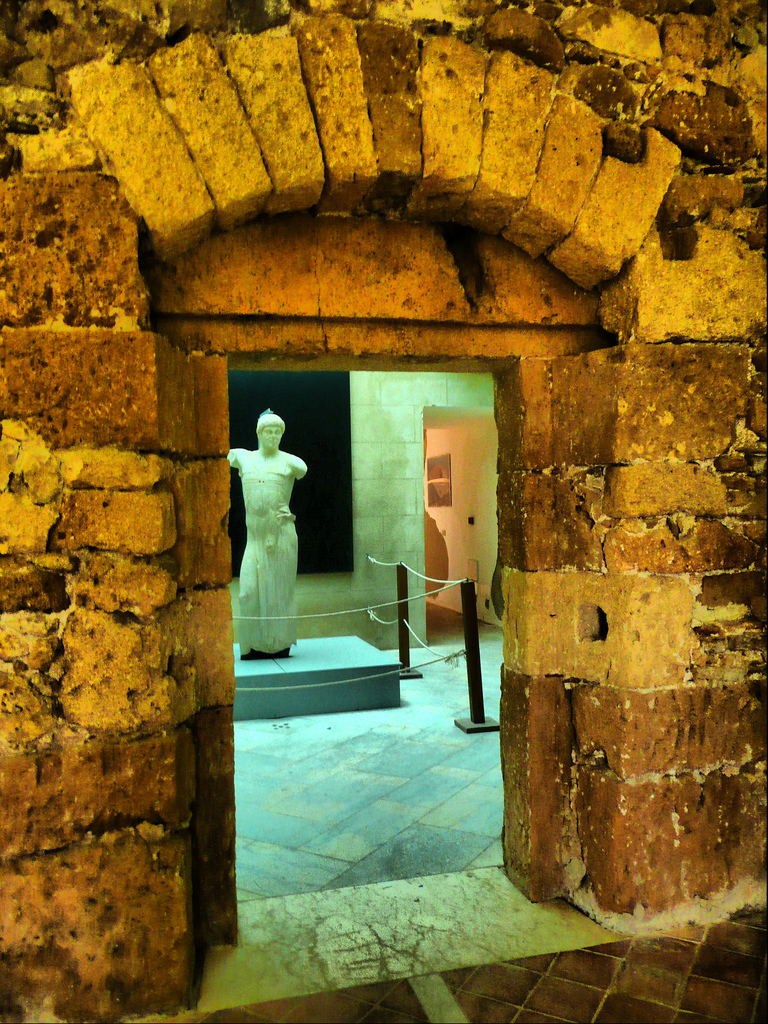
La sala con la statua dell'auriga
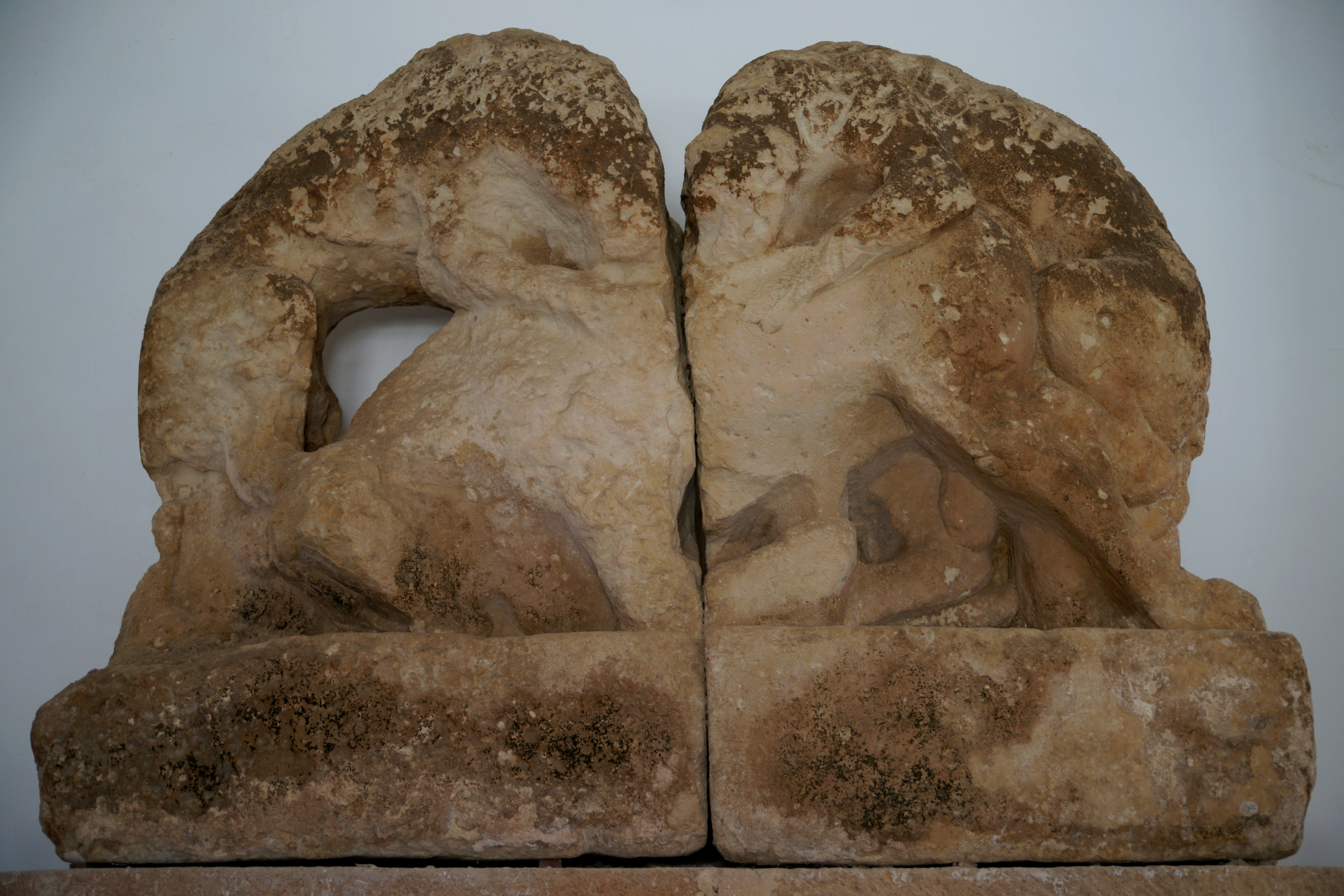
I due leoni